# ジャン・セルジュ・エッスー
ジャン・セルジュ・エッスー（Jean Serge Essous、1935年 – 2009年11月25日）は、コンゴ共和国のブラザヴィル出身のサクソフォーン奏者、クラリネット奏者。
2006年10月11日、当時の国際連合教育科学文化機関（ユネスコ）事務局長、松浦晃一郎によりユネスコ平和芸術家に選ばれている。